# Fumagillina
La fumagillina è una biomolecola complessa usata come agente antimicrobico; è stata isolata per la prima volta nel 1949 analizzando il fungo saprofita Aspergillus fumigatus. Questo farmaco è considerato il trattamento di elezione per le manifestazioni diarroiche gravi in caso di microsporidiosi causata da Enterocytozoon bieneusi, soprattutto nei pazienti con infezione da HIV in cui non sia riuscito, mediante la terapia antiretrovirale, il ripristino della normale immunocompetenza. La fumagillina ha anche un effetto amebicida. Inoltre, avendo dimostrato la capacità di inibire l'angiogenesi legandosi a uno specifico enzima (un'amminopeptidasi), si sta studiando il possibile uso della fumagillina per l'inibizione dell'angiogenesi nelle neoplasie, che contribuisce della proliferazione del cancro.
Gli effetti indesiderati della fumagillina possono essere di tipo gastrointestinale (vomito, nausea, diarrea e coliche addominali) o di ambito ematologico (trombocitopenia, granulocitopenia).